# Francis Giraud
Pour les articles homonymes, voir Giraud.
Pour l’article ayant un titre homophone, voir Francis Girod.
Francis Giraud, né le 4 juillet 1932 à Marseille (Bouches-du-Rhône) et mort le 23 octobre 2010 dans le 4e arrondissement de Marseille, est un médecin, professeur d'université et homme politique français.

## Biographie
Francis Giraud est le fils de Paul Giraud, professeur de médecine, et de Marie-Louise Jauffret.
Élève au pensionnat du Sacré-Cœur, il suit ses études à la Faculté de médecine de Marseille. 

### Médecin et scientifique
Francis Giraud devient médecin pédiatre à l'Hôpital Nord, puis chef de service à l'Hôpital de la Timone à Marseille. En parallèle il crée et développe le laboratoire de génétique médicale Inserm associé au CHU de Marseille. Enfin, il est professeur à la faculté de médecine de Marseille.

### Carrière politique
Francis Giraud devient maire de Roquefort-la-Bédoule en 1983, puis est réélu quatre fois sous l'étiquette RPR et UMP, la liste qu'il conduit l'ayant emporté dès le premier tour lors des élections municipales de 2008.
Élu sénateur des Bouches-du-Rhône le 27 septembre 1998 au scrutin proportionnel, il est membre de l'Office parlementaire d'évaluation des choix scientifiques et technologiques de 2002 à 2004 et ne se représente pas en 2008. 
En 2007, il dépose une proposition de loi relative aux personnels enseignants de médecine générale cosignée entre autres par le sénateur Yves Fréville, déposée le 6 novembre 2007, adoptée le 12 décembre 2007, promulguée le 9 février 2008.
Vice-président de la communauté urbaine Marseille Provence Métropole, dont il avait contribué à la création, il démissionne de son mandat de maire en septembre 2009, restant simple conseiller municipal. Francis Giraud meurt le 23 octobre 2010, des suites d'un cancer du pancréas.

## Distinction
- Officier de la Légion d'honneur le 12 avril 2009, chevalier le 23 mars 1991 [7].
- Commandeur de l'ordre des Palmes académiques (1994)[8]